# Rüdiger Schmitt (Rennfahrer)
Rüdiger Schmitt (* 27. Oktober 1967 in Würzburg) ist ein ehemaliger deutscher Automobilrennfahrer.

## Karriere
Rüdiger Schmitt begann seine Motorsportlaufbahn im Wintershall VW Polo Cup.
Von 1987 bis 1989 fuhr er im Porsche 944 Turbo Cup. Seine beste Saisonleistung erreichte er in dem Markenpokal 1988 mit dem dritten Platz.
Parallel dazu startete er 1988 in der Deutschen Tourenwagen-Meisterschaft (DTM) mit einem BMW M3. Im nachfolgendem Jahr fuhr er mit einem Ford Sierra RS500 von Grab Motorsport und kam zum Saisonende auf den 24. Rang.
Schmitt trat 1990 für das Team Max-Moritz im Porsche Carrera Cup Deutschland an und wurde hinter Olaf Manthey Vizemeister. Ein Jahr später startete er mit einem Porsche 911 Carrera 2 nochmals im Markenpokal – konnte seinen Vorjahreserfolg jedoch nicht wiederholen.
1992 fuhr er für Wolf Racing einen Ford Sierra RS Cosworth 4x4 in der Hubraumklasse +2500 der Gruppe N in der Deutschen Tourenwagen Trophäe und gewann den Meistertitel. Im darauffolgenden Jahr pilotierte er einen Ford Escort RS Cosworth im Warsteiner ADAC GT Cup, den er mit dem 16. Saisonplatz abschloss.
Nach seinen Einsätzen in den anderen Rennserien ging er 1994 mit einem BMW M3 E36 vom WS-DHL-Team nochmals in der DTM an den Start. Nach mehreren Ausfällen stieg er nach vier Rennen aus der Serie aus und beendete gleichzeitig seine Rennfahrerkarriere.